# 普萊恩維爾 (印地安納州)
普萊恩維爾（英語：Plainville）是一個位於美國印地安納州戴維斯縣的城鎮。

## 地理
普萊恩維爾的座標為38°48′20″N 87°09′07″W / 38.80556°N 87.15194°W，而該地的平均海拔高度為143米（即469英尺）。

## 人口
根據2010年美國人口普查的數據，普萊恩維爾的面積為0.91平方千米，當中陸地面積為0.91平方千米，而水域面積為0.00平方千米。當地共有人口1,354人，而人口密度為每平方千米1,488人。